# Selgersdorf

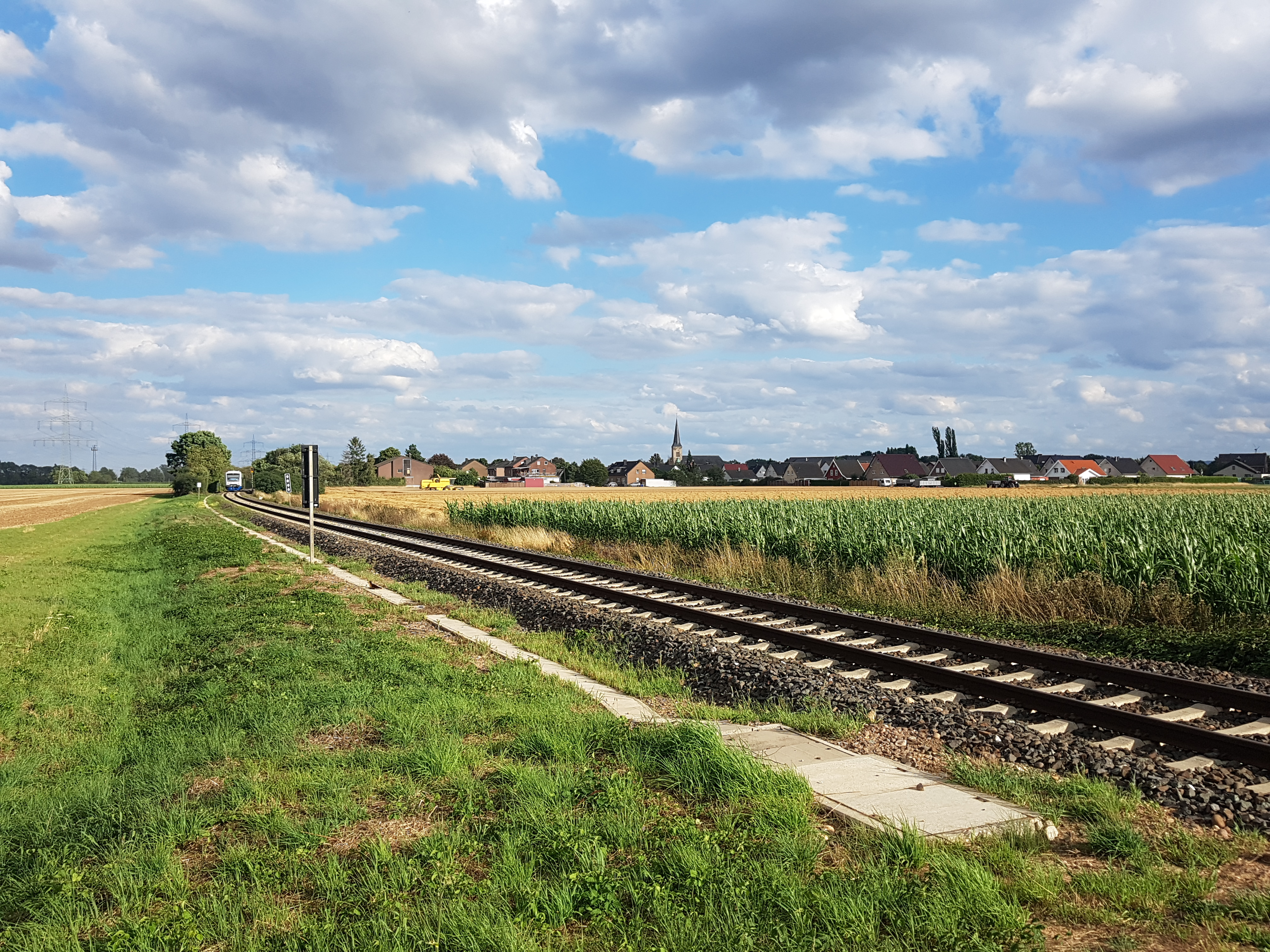
Blick auf Selgersdorf von Norden mit Rurtalbahn-Zug, Mähdrescher und Kirche (Juli 2020)

Selgersdorf ist ein Dorf 5 km südöstlich von Jülich im Kreis Düren, Nordrhein-Westfalen. Organisatorisch ist Selgersdorf seit 1916 ein Stadtteil von Jülich, zusammen mit Altenburg und Daubenrath bildet es die sogenannten „südlichen Stadtteile“.

## Lage
Südlich und westlich von Selgersdorf verläuft die Bundesstraße 56 und parallel zu dieser der Krauthausen-Jülicher Mühlenteich. Etwa 400 m hinter der B 56 fließt die Rur; südwestlich der Rur liegt als nächster Ort Schophoven, welches über eine Fußgängerbrücke direkt mit Selgersdorf verbunden ist. Westlich von Selgersdorf liegt das Nachbardorf Altenburg, nordwestlich die Siedlung Jülich-Süd mit ihrem kleinen Wohngebiet entlang der Waldstraße, einer Papierfabrik, einem Bahnhaltepunkt und dem Mechatronikzentrum der Bundeswehr mit seinen großen denkmalgeschützten Werkhallen von 1918. Etwas weiter nördlich befindet sich Gut Lorsbeck.

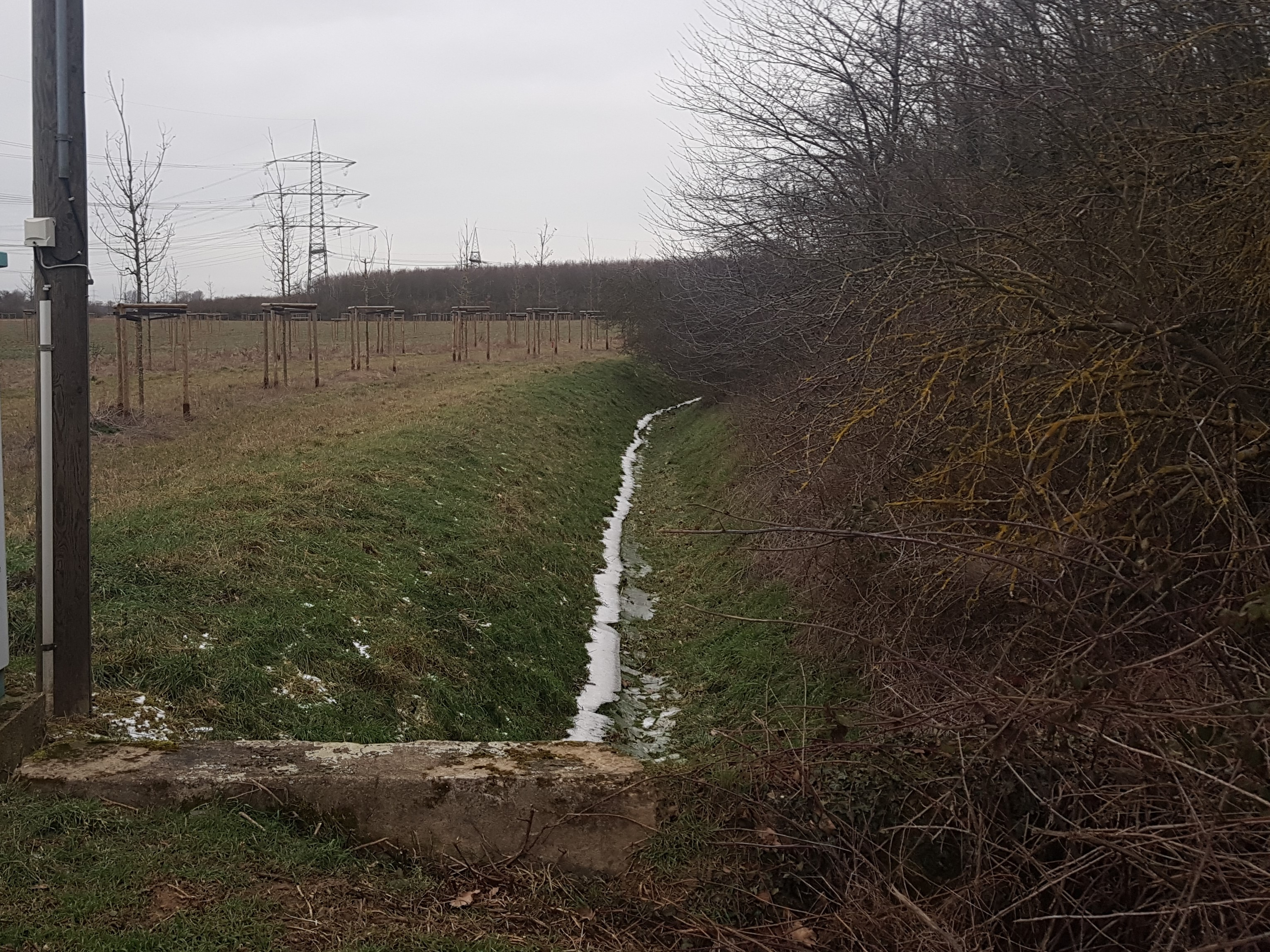
Iktebach mit Eisresten, Blick nach Nordwesten (Februar 2021)

Nördlich von Selgersdorf erstreckt sich ein Waldgebiet, in dessen Mitte das 1956 gegründete Forschungszentrum Jülich angesiedelt ist. Nordöstlich von Selgersdorf liegt unmittelbar am Waldrand der kleinste Ortsteil der Stadt Jülich, Daubenrath, sowie südlich von diesem der Kirchholzer Hof.
Entlang des östlichen Ortsrandes von Selgersdorf verläuft die Rurtalbahn; dahinter erstrecken sich weite und völlig ebene Ackerflächen, die gegliedert werden durch den (seit Jahrzehnten meist trockenen) Iktebach und die markante 380-kV-Hochspannungsleitung zwischen der Umspannanlage Oberzier und dem niederländischen Maasbracht mit ihren ca. 70 m hohen Masten.
Südlicher Nachbarort von Selgersdorf ist das etwas größere Krauthausen, das von 1936 bis zur kommunalen Neugliederung 1972 ebenfalls ein Ortsteil der Stadt Jülich war, dann aber der Gemeinde Niederzier zugeschlagen wurde.
Selgersdorf ist umgeben von den Braunkohle-Tagebauen Hambach im Osten sowie Inden II im Westen. Diese Tagebaue werden betrieben von der RWE Power AG; Hambach ist der größte Tagebau im gesamten Rheinischen Braunkohlerevier. Beide Tagebaue sollen nach dem Kohleausstieg weitgehend zu Seen werden. Knapp 5 km nordöstlich von Selgersdorf erhebt sich hinter dem Forschungszentrums-Wald die seit den 1980er-Jahren angeschüttete und inzwischen weitestgehend rekultivierte Sophienhöhe, deren höchste Stelle über 200 m höher liegt als Selgersdorf.

## Geschichte

### Anfänge und Name
Wie viele ländliche Siedlungen der Region dürfte auch Selgersdorf seine Ursprünge als Ortschaft in fränkischer Zeit haben. Aber einiges spricht auch für die Römer, seit es im Bereich des Tagebaus Hambach den Fund eines Bruchstücke einer steinernen Inschrift aus Altenburg gibt. Vielleicht war der Fischreichtum der damals weit verzweigten Rur der Grund des Verbleibens. In Zusammenhang mit Fischereirechten wird Selgersdorf als SALECHENBRUOCH erstmals urkundlich am Freitag, dem 25. Juli 973 erwähnt. 973 wird auch schon Altenburg „in burgina“ erwähnt.
1225 wird erstmals eine Kirche in SALECHINDORP erwähnt; dies zeugt von einem schnellen Wachstum der Ortschaft. Von 1283 bis 1312 wird die Ortschaft unter den Namen SALGENDORP und SALKINDORF in kirchlichen Urkunden erwähnt. Zu diesem Zeitpunkt muss das Dorf mit Altenburg, Daubenrath, Krauthausen, Hambach (teilweise), Kirchholzer Hof, den Höfen in Dohr, Lorsbeck und Viehöfen und mit Besitzungen, die an die Stadt Jülich heranreichten, für den Klerus hoch interessant gewesen sein, sodass der Stift St. Gereon Köln sich die Pfarre „einverleibte“. 1324 wird der Ort als SAYLGENDORPE in einer kirchlichen Urkunde erwähnt, als ein neuer Priester eingeführt wurde. SALCHENDORP stand auf einer 1475 gegossenen Glocke.
Durch den Wiener Kongress 1815 gelangte das Rheinland zu Preußen. Die drei Orte Selgersdorf, Altenburg und ab 1845 auch Daubenrath bildeten sodann die Gemeinde Selgersdorf. Diese gehörte zusammen mit den Gemeinden Krauthausen, Hambach und Stetternich bis 1916 zur Bürgermeisterei Hambach. Mit Zuschüssen (sogenannten Prämien) des preußischen Staates wurde Anfang der 1850er-Jahre eine feste Straße („Prämienstraße“) von Heinsberg über Jülich, Altenburg, Selgersdorf und Krauthausen bis nach Düren errichtet, sie ist in Form der heutigen Ortsdurchfahrten noch vorhanden. (Die Hauptroute von Jülich nach Düren führte damals über Niederzier.) 1865 erhielt Selgerdorf ein neues Schulgebäude, das vorherige blieb indes noch bis in die 1970er-Jahre erhalten.

### Erster und Zweiter Weltkrieg
Im Jahre 1916 wurde Selgersdorf ein Stadtteil von Jülich. Hintergrund war der Bau der Eisenbahn-Hauptwerkstätte Jülich durch die Preußische Staatsbahn. Im Wettbewerb um den Standort dieser geplanten Werkstatt mit deutlich über 1000 Arbeitsplätzen hatte sich Jülich gegenüber anderen Städten der Region durchgesetzt, weil es der Staatsbahn das benötigte Baugelände kostenlos zur Verfügung stellte. Dieses Gelände gehörte allerdings zur Gemarkung Selgersdorf, so dass man dieses kurzerhand eingemeindete.

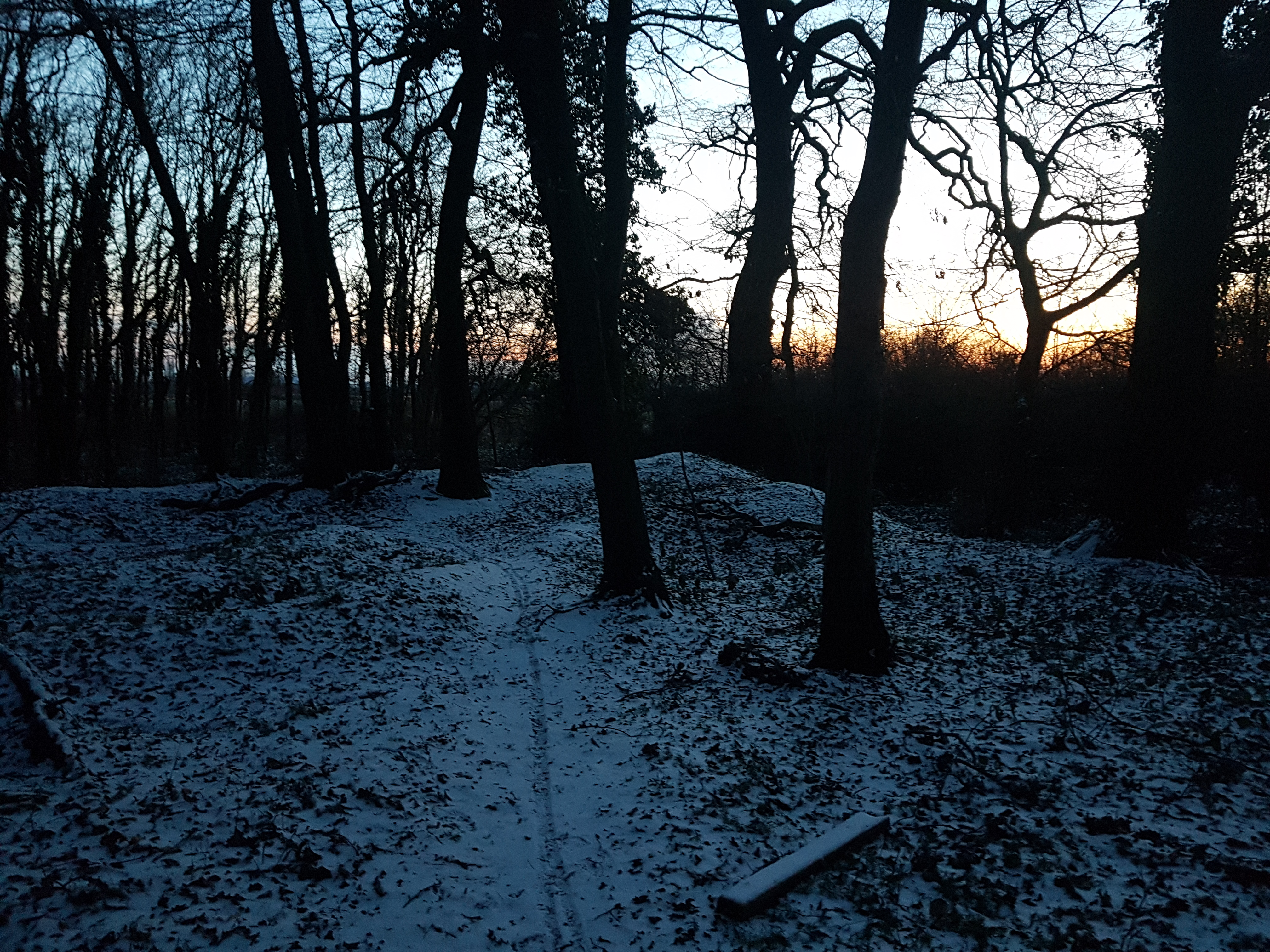
Waldrand bei Daubenrath mit Unregelmäßigkeiten in der Bodenstruktur, Blick bei Sonnenuntergang nach Südwesten in Richtung Selgersdorf (Februar 2021, 76 Jahre nach den Rur-Kämpfen)

Zu Beginn des Zweiten Weltkriegs existierte in Selgersdorf eine Schule mit drei Klassensälen. Nachdem sich im Anschluss an den Überfall auf Polen die Lage im Osten bis zum Spätherbst 1939 konsolidierte und Stalin sich an die vereinbarte Aufteilung Polens gehalten hatte, konnte man an die Vorbereitung des Westfeldzuges denken. So zog am 25. November 1939 eine deutsche Pioniereinheit in Selgersdorf ein, für deren Unterkunft zwei der drei Klassensäle requiriert wurden. Sie blieb dort bis zum Überfall auf die Niederlande und Belgien am 10. Mai 1940. Wenige Tage darauf fielen die ersten Fliegerbomben zwischen Selgersdorf und Altenburg, die einen Menschen töteten und zwei Häuser zerstörten. Dies waren die ersten unmittelbaren Schäden, die Selgersdorf durch den Krieg erlitt.
Einen großen Einschnitt brachte die Schlacht um Aachen im September/Oktober 1944. Von da an kämpften sich die Alliierten Dorf um Dorf in Richtung Rhein vor, und es kam immer wieder zu Tieffliegerangriffen auch auf kleine Orte wie Selgersdorf. Am 11. September 1944 wurden sämtliche Selgersdorfer Klassenräume durch Schanzarbeiter belegt, welche in den folgenden Wochen zum Bau von Panzer-Hindernissen und Verteidigungs-Stellungen entlang der erwarteten Rurfront herangezogen wurden. Vom verheerenden Bombenangriff des 16. November 1944 auf Jülich, der die Stadt zu 97 % zerstörte, war Selgersdorf nicht betroffen. Doch rückten die Alliierten in den folgenden Tagen weiter in Richtung Rur vor, so dass am 19. November 1944 erstmals feindliche Artillerieschüsse über Selgersdorf hinweggingen. Sie kamen aus dem Raum Fronhoven/Pattern (heutiger Tagebau Inden) und zielten auf den Waldrand bei Daubenrath, wo deutsche Artillerie in Stellung gegangen war. Am selben Tage wurden Altenburg und Krauthausen evakuiert, Selgersdorf wurde indes erst am 29. November 1944 geräumt. Kein einziger Bewohner blieb in diesen drei Dörfern zurück.
Den Amerikanern gelang es jedoch lange nicht, die Rur zu überschreiten. Sie hatten zwar die Region um das 20 m höher gelegene Aldenhoven unter Kontrolle, die Wehrmacht jedoch kontrollierte die Erhebungen östlich der Rur bei Stetternich und Hambach. Somit hatten beide Armeen in dieser relativ flachen Gegend je einen „Höhenzug“ im Besitz, von dem aus sie das ganze Rurgelände beobachten konnten. Selgersdorf hatte als sehr niedrig gelegener Ort ohne geeignete Rurquerung strategisch nur geringe Bedeutung, zudem konnte die US-Artillerie vom westlichen Rurufer aus erheblich über Selgersdorf hinausschießen. Nachdem die Wehrmacht am 9./10. Februar 1945 durch Sprengungen an der Rurtalsperre den Fluss weit über die Ufer treten ließ, konnten die Amerikaner erst am 23. Februar 1945 ab 2.45 Uhr früh die Rur überschreiten. Dann allerdings kamen sie sehr schnell in Richtung Köln voran: über Gut Müllenark kommend überrollten sie Selgersdorf, Daubenrath und Krauthausen in den frühen Morgenstunden, am Mittag standen sie bereits in Hambach. Einige wenige Bombentrichter und Überreste von Schützengräben und Stellungen am Waldrand ca. 500 m nördlich von Selgersdorf deuten noch heute auf kleinere Rückzugsgefechte hin.

### Nach dem Zweiten Weltkrieg bis heute
1956 erhielt Selgersdorf im Mai einen Bahnhaltepunkt und unweit von diesem einen neuen Sportplatz, der im August mit einem Sportfest in Betrieb genommen wurde.
Im September 1960 startete ein Architektenwettbewerb für den Neubau einer gemeinsamen Schule für die vier südlichen Stadtteile (damals noch einschließlich Krauthausen, welches von 1936 bis 1971 ebenfalls Stadtteil von Jülich war). Sieger war Heinz Weden, der 1954 beim Wettbewerb zur Bonner Beethovenhalle den zweiten Preis erhalten hatte. Die Schule sah fünf Klassenräume vor und bot Erweiterungsmöglichkeiten auf insgesamt 12 Klassen. Mit fünf Klassen wurde die neue Südschule am 26. Oktober 1963 eingeweiht. Anfang der 1970er-Jahre wurde allerdings entschieden, alle Grundschüler zentral in Jülich zu beschulen, so dass das moderne Gebäude fortan als Förderschule genutzt wurde.
Ab den 1960er-Jahren entstand im Norden des Dorfes ein neues Wohngebiet um den Schneppruthweg (angelehnt an die alte Flurbezeichnung Schnepfenrute), umgangssprachlich „die Siedlung“ genannt, ebenso im Südosten des Dorfes mit dem „Elsenkamp“. 1968 wurde direkt neben dem Bahnhaltepunkt ein zweistöckiges Mietshaus mit 8 Wohnungen errichtet, über viele Jahre das Haus mit den meisten Wohneinheiten im Ort. Mitte der 1970er-Jahre erhielt das wachsende Dorf am Schneppruthweg seine zweite Bushaltestelle („Selgersdorf Post“). Letzte Wiesen und Äcker, die mitten zwischen der Bebauung verblieben waren, wurden in weiteren Bau-Schüben ab 1979 (Josef-Wimmer-Straße), 2001 (Tivoli) und 2003 (Katharinenweg) mit Wohnhäusern bebaut.
1971 wurde mit dem Bau der Landstraße 253 begonnen, die als westliche Umgehungsstraße den Ort vom Durchgangsverkehr entlastete. Die B 56 verlief damals noch auf direktem Weg zwischen Aldenhoven und Düren über Pattern. Erst als die alte B 56 Ende der 1980er-Jahre durch den Tagebau unterbrochen wurde, übernahm die L 253 deren Funktion und Namen, zumal sie durch die ebenfalls in jenen Jahren erbaute West-Umgehung von Jülich wieder sehr gut an Aldenhoven angebunden war. In den 1970er-Jahren war zwischen Jülich und Düren parallel zur L 253 eine Autobahn A 56 geplant, die unmittelbar südlich an der Selgersdorfer Förderschule vorbeigeführt und westlich davon die Rur überquert hätte. Durch die Aufwertung der L 253 zur B 56 sank jedoch die Bedarf für eine A 56, außerdem war in den 1980er-Jahren bereits die nur etwa 10 km weiter östlich parallel verlaufende A 61 im Bau, so dass die A 56 schließlich 1986 aus den Planungen gestrichen wurde. Ein Jahr später war die A 61 durchgehend von der niederländischen Grenze über das neue Kreuz Kerpen bis nach Baden-Württemberg fertiggestellt.

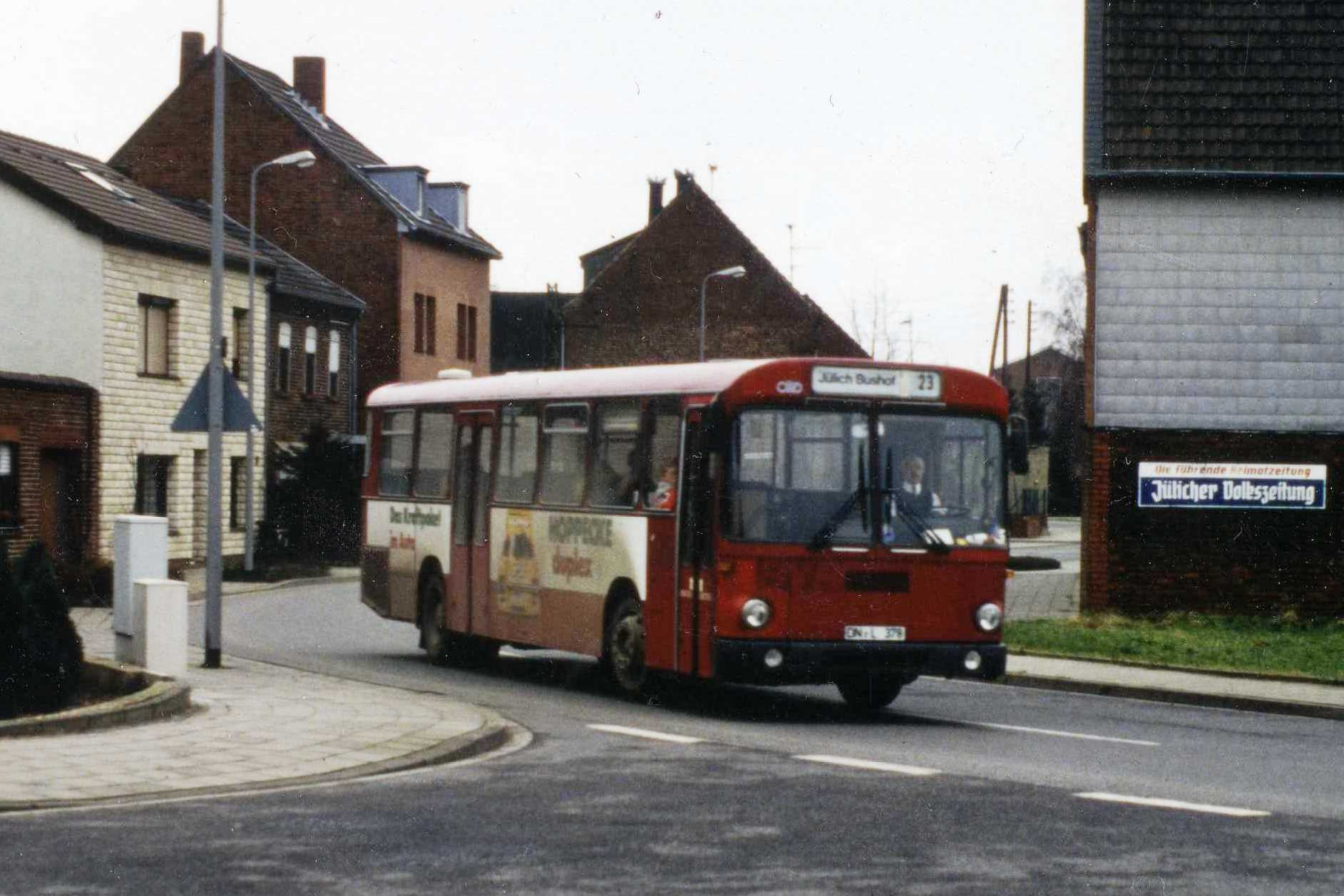
Bahnbus Düren–Jülich kurz vor der Haltestelle Selgersdorf Post (1991)

Die Entwicklung der dörflichen Infrastruktur in der 2. Hälfte des 20. Jahrhunderts ist typisch für Orte dieser Größe. Nahversorgungs-Strom- und Telefon-Freileitungen wurden unter die Erde verlegt, eine flächendeckende Kanalisation wurde eingerichtet, die Straßen verbessert, der öffentliche Nahverkehr stagnierte, die Motorisierung der Bevölkerung boomte. Selgersdorf verfügte über ein vollwertiges Lebensmittelgeschäft, welches etwa Anfang der 1980er-Jahre seine Pforten schloss. Es gab einen Bauernhof mit angegliedertem Fleischwarenverkauf, doch auch letzterer wurde ca. in den 1990er-Jahren eingestellt. Längst Geschichte sind die wöchentlichen Halte des Sparkassen-Autos, wo man Geld einzahlen und abheben konnte, auch die im Ort bestehende Poststelle konnte sich nur bis Anfang der 1990er-Jahre behaupten, ebenso ein Friseurgeschäft. Seitdem ist kein Einzelhandel mehr vorhanden; lediglich eine Gaststätte mit Kiosk wurde 2008 wieder eröffnet und zu einem Dorfladen erweitert, der auch ein Sortiment an Lebensmitteln und anderen Dingen des täglichen Bedarfs anbot. Allerdings wurde er aus Altersgründen während des Coronajahres 2020 geschlossen und besteht seitdem mit neuer Mannschaft wieder als reine Gaststätte „Bläck Eck“.
Untypisch für einen Ort der Größe Selgersdorfs ist die inzwischen vergleichsweise sehr gute Erschließung durch den öffentlichen Nahverkehr. Diese ist zurückzuführen auf ein Modellprojekt des Kreises Düren, dessen kreiseigener Verkehrsbetrieb im Mai 1993 den Schienenverkehr der damals hochgradig stilllegungsgefährdeten Bahnstrecke Düren–Jülich–Linnich von der Deutschen Bundesbahn übernahm, erstmals einen Taktfahrplan einführte, in Jülich die Fahrzeiten der Anschlussbusse auf die Bahnfahrpläne abstimmte und neue beschleunigungsstarke Leichttriebwagen einsetze. Hierdurch vervielfachten sich die Fahrgastzahlen, so dass eine Stilllegung abgewendet werden konnte, inzwischen werden sogar verschiedene Varianten zur Verlängerung der Bahnstrecke untersucht.

## Baudenkmäler

### Kirche

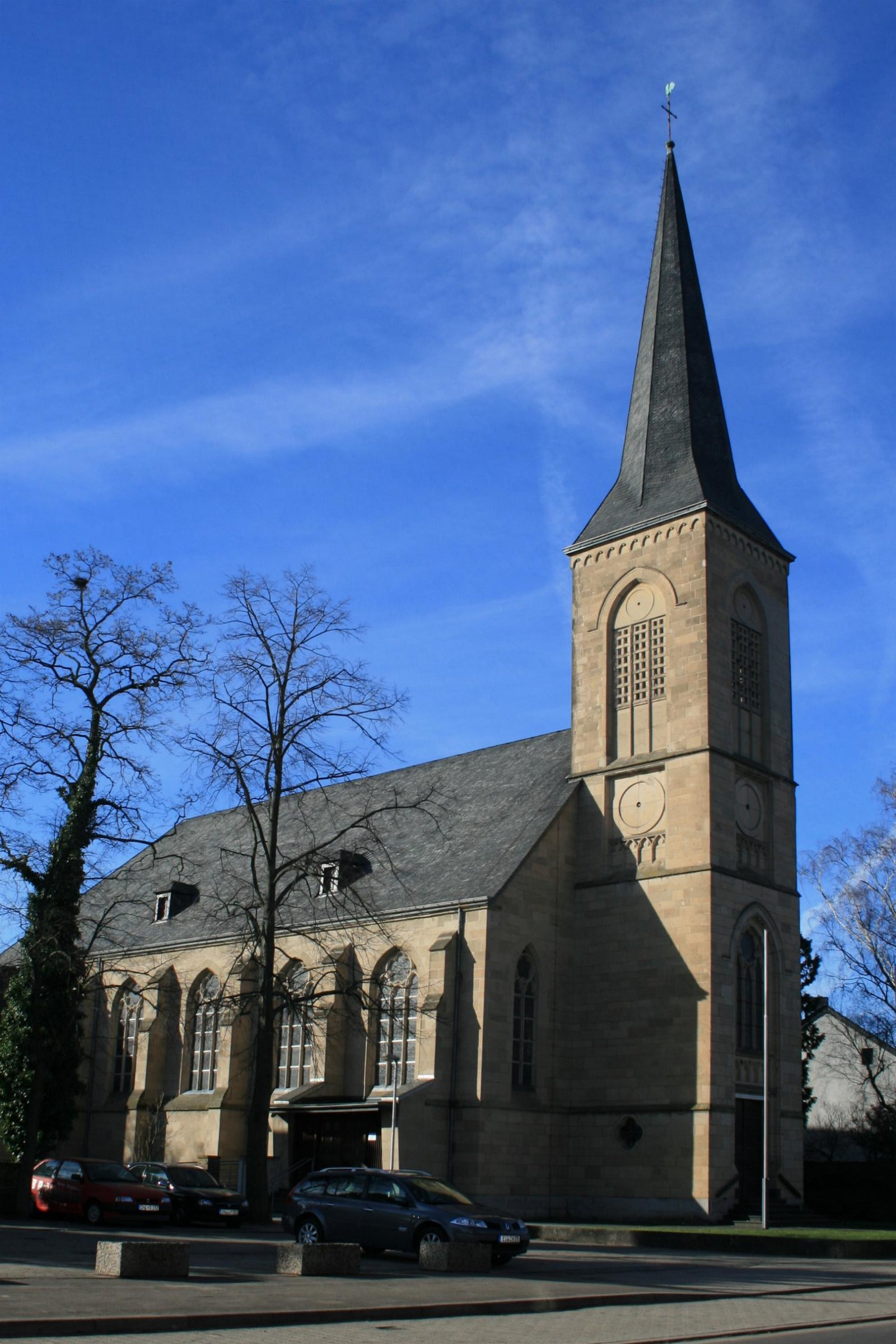
Kirche in Selgersdorf (2010)

Die katholische Pfarrkirche ist St. Stephanus geweiht und wurde 1913/14 nach Plänen des Düsseldorfer Architekten Wilhelm Sültenfuß erbaut.
Von einer Kirche in Selgersdorf (Salechindorp) wird zuerst in einer Urkunde von 1223 berichtet, in der Papst Honorius III. dem Kölner St. Gereon-Stift seine Besitzungen bestätigt, hierzu gehörte auch die Kirche in Selgersdorf. Im 16. Jahrhundert hatte die Kirche eine St. Anna-Vikarie. Die 1914 eröffnete neue Kirche wurde zum Ende des Zweiten Weltkriegs beim Rückzug der Wehrmacht durch deutsche Soldaten gesprengt und dadurch fast vollständig zerstört – augenscheinlich, um den heranrückenden Alliierten keinen Beobachtungsturm zu überlassen, den sie zur Analyse der deutschen Abwehrvorbereitungen benutzen könnten. (Zuvor wurde auch schon den Kirchen von Pattern und Aldenhoven ihre Höhe zum Verhängnis.) Nach dem Krieg wurde sie unter Mithilfe der Dorfbewohner wieder aufgebaut, wobei der Kirchturm beim Neubau in Richtung Osten platziert wurde. Die Orgel der Kirche ist von der Orgelbaufirma Klais gebaut.

## Bildung
Im Ort gibt es die Kindertagesstätte „Die wilde 13“, Träger ist die Stadt Jülich. Am südlichen Ortsrand liegt die Stephanus-Schule, eine Förderschule mit dem Förderschwerpunkt geistige Entwicklung, deren Träger der Förderschulzweckverband des Kreises Düren ist.

## Verkehr

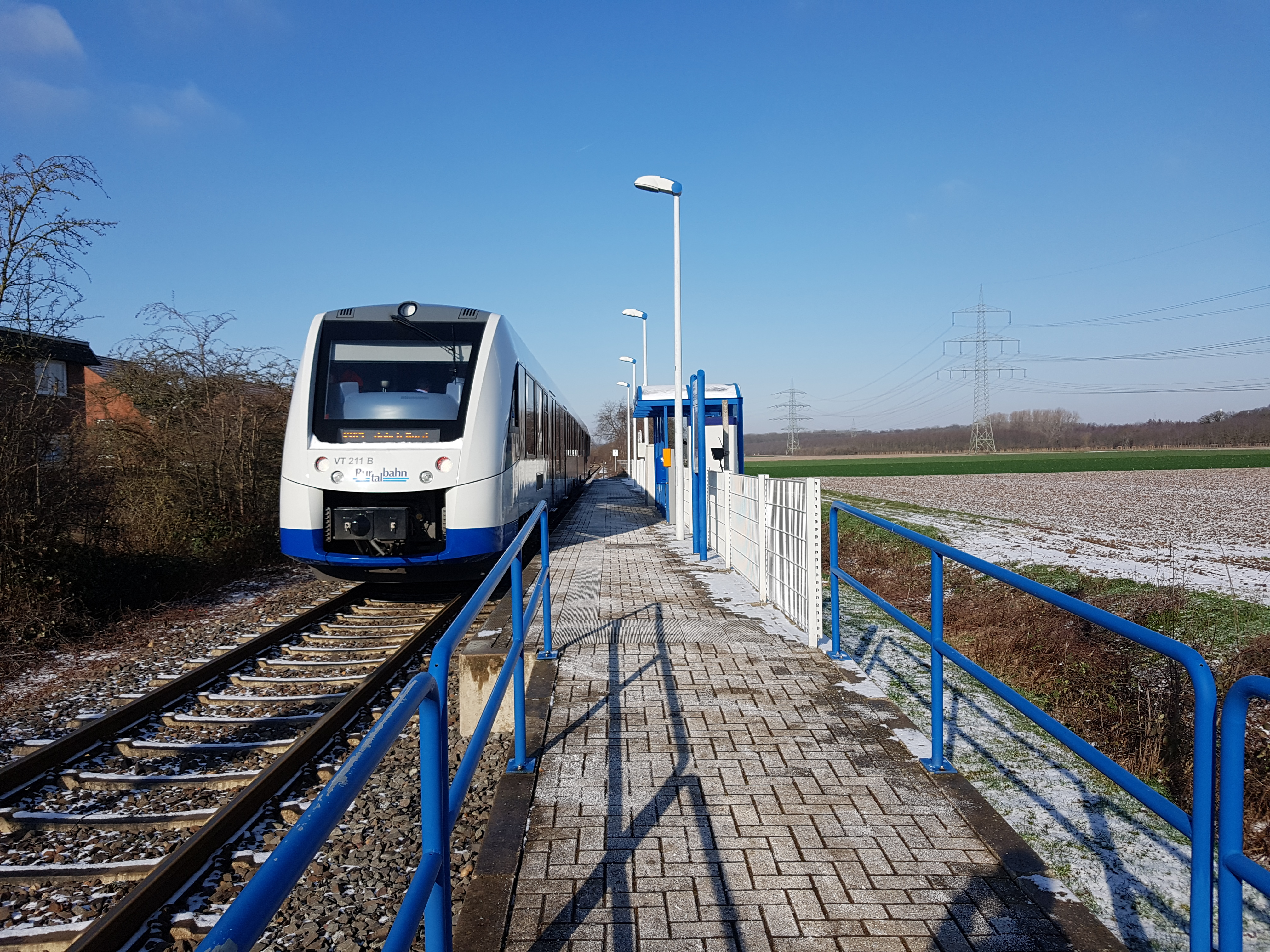
Rurtalbahn-Haltepunkt in Selgersdorf (Februar 2021)

Westlich führt die B 56 am Ort vorbei. Entlang der Rur, welche dicht am Dorf vorbeifließt, verläuft seit den 1980er-Jahren der RurUfer-Radweg.
Selgersdorf erhielt 1956 einen Haltepunkt an der schon lange vorher bestehenden Bahnstrecke Jülich–Düren. Der heutige Bahnsteig wurde 1995, also zwei Jahre nach der Übernahme durch die Dürener Kreisbahn (DKB), etwas weiter südlich vom alten Schotterbahnsteig gebaut. Die Triebwagen der Rurtalbahn GmbH halten dort an allen Tagen der Woche mindestens stündlich, wochentags tagsüber halbstündlich. Ende 2019 wurde der Haltepunkt mit einem Fahrkartenautomaten ausgestattet, welcher deutschlandweit Fahrkarten verkauft.
| Linie | Linienverlauf | Takt                                                                                  |
| ----- | --- | ------------------------------------------------------------------------------------- |
| RB 21 | Rurtalbahn: Linnich, SIG Combibloc – Tetz – Broich – Jülich An den Aspen – Jülich Nord – Jülich – Forschungszentrum – Selgersdorf – Krauthausen – Selhausen – Huchem-Stammeln – Im Großen Tal – Düren Stand: März 2022 | 30 min (HVZ) / 60 min (Linnich–Jülich Nord) 30 min / 60 min (SVZ) (Jülich Nord–Düren) |

Ergänzend bedient das Unternehmen Rurtalbus mit der AVV-Buslinie 223 den Ort, die meisten Fahrten sind allerdings anrufpflichtig (Rufbus). Außerdem fährt spätabends der Nachtbus N 1 von Düren nach Jülich bei Bedarf über Selgersdorf (nur zum Aussteigen). Anruf-Sammeltaxis bedienen nur die Nachbarorte Altenburg und Daubenrath, da Selgersdorf primär durch die Bahnlinie erschlossen wird. An Schultagen verkehrt schließlich noch ein Fahrtenpaar der AVV-Buslinie 268 (Huchem-Stammeln – Selgersdorf – Altenburg – Schophoven – Langerwehe Schulzentrum), dessen Fahrzeiten auf die Belange des Schülerverkehrs ausgerichtet sind, das aber jedermann zugänglich ist.
| Linie      | Verlauf |
| ---------- | --- |
| 223        | (Huchem-Stammeln – Selhausen – Krauthausen –) Daubenrath – Selgersdorf – Altenburg – Jülich Bf/ZOB – Jülich Neues Rathaus – Walramplatz      |
| RufBus 223 | Rufbus: Jülich Walramplatz – Neues Rathaus – Jülich Bf/ZOB – Altenburg – Selgersdorf – Daubenrath (Mo–Fr tagsüber)                           |
| 268        | (Verstärkerfahrten) Niederzier – Lucherberg – Langerwehe                                                                                     |
| N1         | Nachtbus: nur in den Nächten Fr/Sa und Sa/So Düren Bf/ZOB → Kaiserplatz → Birkesdorf → Huchem-Stammeln → Jülich → Niederzier → Arnoldsweiler |

## Sonstiges
Selgersdorf ist geprägt von seinem regen Vereinsleben. Zurzeit sind folgende Vereine aktiv:
- Karnevalsgesellschaft „Strohmänner“ 1966 e. V.,
- Karnevalsgesellschaft Ulk Selgersdorf,
- Sportverein Selgersdorf 1910,
- Maiclub Selgersdorf von 1949 e. V.,
- St. Katharina-Schützenbruderschaft Selgersdorf,
- Dart-Club Selgersdorf.

Außerdem beteiligt sich die Freiwillige Feuerwehr Selgersdorf am Vereinsleben.

## Persönlichkeiten

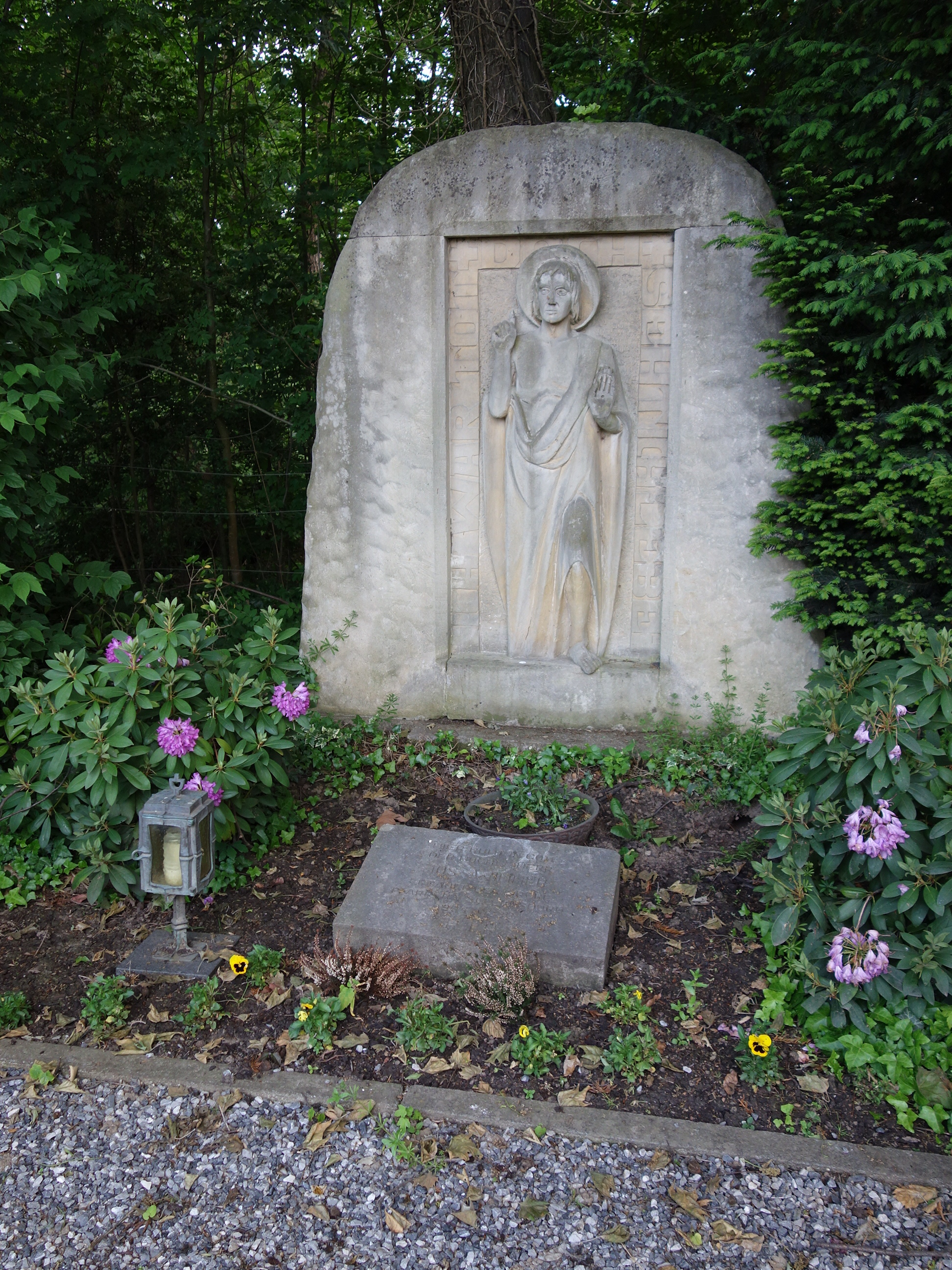
Grabmal des Pfarrers Josef Wimmer (2015)

- Karl-Otto Dummer (1932–2009), Seemann und einer von sechs Überlebenden beim Untergang des Segelschiffs Pamir im Jahre 1957, lebte in Selgersdorf
- Josef van Gils (1885–?), Pfarrer von Selgersdorf von ca. 1933 bis mindestens 1955 (zum Priester geweiht 1908), auch als Heimatkundler aktiv, nach ihm ist die Hauptstraße von Altenburg benannt

Zwei der Straßen Selgersdorfs sind nach Personen benannt:
- Josef Wimmer, Pfarrer in Selgersdorf von 1904 bis 1930, erwirkte maßgeblich den Neubau der Pfarrkirche 1913/14
- Peter Vaßen (1. Februar 1877 bis 10. Mai 1961),[7] Hauptlehrer an der katholischen Volksschule Selgersdorf, aus der Eifel stammend, in Altenburg lebend, politisch sehr aktiv, setzte sich bei der Eingemeindung 1916 für die Belange Selgersdorfs ein, privat auch Bienenzüchter, seine Tochter Maria heiratete den in Inden geborenen späteren NRW-Landtagspräsidenten Wilhelm Johnen[15]